# La Trois
La Trois és un canal de televisió való generalista i públic, propietat del grup Radio-Télévision belge de la Communauté française (RTBF). Fou llançat per primer cop oficialment el 30 de novembre del 2007 dins de la televisió digital terrestre de la zona francòfona de Bèlgica. El canal havia de ser una còpia derivada, únicament a destinació del territori való i flamenc, del satèl·lit que, des del 2001, s'havia projectat com a canal internacional per a la comunitat valona de fora del país, i va reemetre la programació del canal internacional RTBF Sat fins a la fi de les seves emissions el 15 de febrer del 2010. A partir d'aquell moment, La Trois adquireix autonomia.